# Fealofani Bruun
Fealofani Bruun (Samoa, c. 1983) es una marinera samoana que fue la primera mujer de su país y la primera del Pacífico en ocupar el cargo de patrona de yate.

## Trayectoria
Bruun navega y capitanea la Gaualofa, una canoa de navegación polinesiana de doble casco. Fue construida por la Okeanos Foundation for the Sea para la Sociedad de Viaje de Samoa (Aiga Folau o Samoa) para preservar las tradiciones de la navegación polinesia.

## Reconocimientos
En 2015, Bruun se convirtió en la primera mujer de Samoa en obtener el título de patrona de yate y en capitanear una canoa de navegación polinesiana. En 2018, fue incluida en la lista de las 100 mujeres de la BBC.